# Albert Bernet
 (novembre 2015).
Si vous disposez d'ouvrages ou d'articles de référence ou si vous connaissez des sites web de qualité traitant du thème abordé ici, merci de compléter l'article en donnant les références utiles à sa vérifiabilité et en les liant à la section « Notes et références ».
Pour les articles homonymes, voir Bernet.
Albert Bernet (Séméac, 13 octobre 1883 - Séméac, 25 mai 1962), surnommé « Albert de Séméac, dit la Liberté », compagnon tailleur de pierre mais aussi architecte, sculpteur, peintre d’aquarelles, écrivain, félibre occitan, franc-maçon, homme politique, enseignant, né au « Bout-du-Pont », fut un personnage original et quelquefois controversé.

## Biographie
Fils d’un  menuisier natif de Pouyastruc, il étudia à l’école des Beaux-Arts de Bordeaux et celle des Arts Décoratifs, obtint son diplôme d’architecte à Tarbes, participa à la vie publique de Séméac en faisant partie pendant quatre ans du conseil municipal, avant de commencer, en 1912, une carrière d’architecte à Paris.
Parallèlement, il s’initia à la franc-maçonnerie, devint Compagnon tailleur de pierre Étranger du Devoir de Liberté, en 1923, à Paris[réf. nécessaire].
Il atteignit le sommet de la hiérarchie maçonnique[réf. nécessaire], devint un architecte de renom, enseigna l’histoire du travail au collège des Sciences Sociales.
Marié en 1935 avec Marie Houdré, médecin et militante féministe, il s’engagea politiquement en 1936. Son action pendant les années d’occupation est controversée.
Rentré au pays à la fin des années 1950, il établit les plans de quelques maisons, peignit une série d’aquarelles sur le thème des demeures de célébrités en Bigorre (dont Voivenel et Foch), œuvres léguées au musée Massey par ses sœurs. D’autres aquarelles et des sculptures seront données à des particuliers ou au château de Mauvezin.
Félibre bigourdan, il défendit la langue d'oc, écrivit des contes et des poèmes publiés dans les revues littéraires régionales.
Mort en son domicile en 1962, il est enterré au cimetière de Séméac.

## Œuvre
essais
- La morale professionnelle, 1920
- George Sand et les ouvriers
- Joli Cœur de Pouyastruc, 1928
- Les maisons économiques, 1929
- Co qy’ey lou coumpanhounarye dou Tour de Franço (après-guerre)

préfaces
- Le Corbusier and the Occult, par J. K. Birksted, (Mar 6, 2009)